# Depressaria bupleurella
Depressaria bupleurella — вид лускокрилих комах родини плоских молей (Depressariidae).

## Поширення
Вид поширений в Європі. Присутній у фауні України.

## Спосіб життя
Личинки живляться листям ласкавця серполистого (Bupleurum falcatum).